# Väinö Penttala
Väinö Verner Penttala (16. ledna 1897 Isokyrö, Finsko – 28. února 1976 tamtéž) byl finský zápasník, volnostylař.
V roce 1920 vybojoval stříbrnou medaili na olympijských hrách v Antverpách ve střední váze.